# Chechiș (okręg Marmarosz)
Chechiș – wieś w Rumunii, w okręgu Marmarosz, w gminie Dumbrăvița. W 2011 roku liczyła 907 mieszkańców.